# Navan
Navan (pron.: /ˈnævən/, en irlandès an Uaimh, "la cova") és una ciutat de la República d'Irlanda, capital del Comtat de Meath.

## Economia
La principal font d'ingressos ve de les extraccions de zinc de les mines de Tara. Tradicionalment havia viscut de la fabricació de catifes (Navan Carpets tancà en 2003) i de mobles, però actualment són en decadència.

## Història
Navan fou fundada pel cabdill anglonormand Hugh de Lacy, qui va aconseguir la Senyoria de Meath en 1172, i concedí la Baronia de Navan a un dels seus cavallers, Jocelyn de Angulo, qui va construir una fortificació que va donar origen a la ciutat.

## Agermanaments
- Bobbio
- Broccostella